# Bigger Than Us (песня White Lies)
«Bigger than Us» — первый сингл английской инди-рок группы White Lies со второго студийного альбома Ritual. Он был выпущен в качестве сингла 3 января 2011 года в Соединенном Королевстве, где он дебютировал под номером 42.
Премьера песни состоялась на шоу Zane Lowe по радио BBC Radio 1, 16 ноября 2010 года. Премьера клипа состоялась 18 ноября на сайте журнала New Musical Express.

## Список композиций
Digital download
1. «Bigger than Us» — 4:43

7" vinyl
1. «Bigger than Us»
2. «Bigger than Us (Datassette Remix)»

## Чарты
| Чарт (2010)                                | Позиция |
| ------------------------------------------ | ------- |
| Австрия (Ö3 Austria Top 40)                | 46      |
| Бельгия/Фландрия (Ultratop 50)             | 36      |
| Бельгия/Валлония (Ultratip Bubbling Under) | 29      |
| Дания (Tracklisten)                        | 38      |
| Нидерланды (Single Top 100)                | 45      |
| Великобритания (OCC UK Singles)            | 42      |

## История релиза
| Государство    | Дата            | Лейбл           | Формат           |
| -------------- | --------------- | --------------- | ---------------- |
| Бельгия        | 19 ноября 2010  | Polydor Records | Digital download |
| Дания          | 19 ноября 2010  | Polydor Records | Digital download |
| Германия       | 30 декабря 2010 | Polydor Records | Digital download |
| США            | 22 ноября 2010  | Geffen Records  | Digital download |
| Великобритания | 2 января 2011   | Polydor Records | Digital download |